# 克里斯·格弗罗伊
克里斯·格弗罗伊（1968年6月21日—1989年2月6日）是最后一名在试图翻越柏林墙离开东柏林前往西柏林的途中被射杀的人。他也常常被认为是最后一个死于翻越柏林墙的人，而实际上他仅仅是最后一名被射杀的人。1989年3月8日试图以热气球飞过柏林墙的过程中不幸坠毁的温弗里德·弗罗伊登贝格则是实际上最后一个死于越过柏林墙的人。
参与枪杀格弗罗伊的四名东德边防警卫最初获得了奖章和每人150东德马克的奖金。1990年统一后他们被起诉。两名前警卫迈克·施密特（Mike Schmidt）和彼得·施密特（Peter Schmidt）被无罪释放，因为法院认为他们没有杀人的意图。第三名安德烈亚斯·库恩帕斯特（Andreas Kunzepaste）被判两年缓刑，而第四名英戈·海因里希（Ingo Heinrich）则被认定对这起致命事件负有直接责任，被判三年半。  海因里希后经上诉减刑为两年缓刑。
2003年6月21日，即格弗罗伊的35岁生日，在布里茨区运河岸边竖立了一座纪念碑，以纪念他。该纪念碑由柏林艺术家Karl Biedermann设计。此外，在国会大厦旁的白十字（White Crosses）纪念馆中，也为他立了一座十字架。
2010年8月13日，位于特雷普托和新克尔恩之间的Britzer Allee被更名为Chris-Gueffroy-Allee，以纪念克里斯·格弗罗伊。